# Букараманга
Букарама́нга (ісп. Bucaramanga) — місто на північному сході Колумбії, адміністративний центр департаменту Сантандер.
Населення міста — 514,6 тис. чол. (2007; 364 тис. в 1975, 351,7 тис. в 1985, 410,1 тис. в 1993, 502,7 тис. в 2005, 512,5 тис. в 2006).

## Географія
Місто розташоване на схилах Кордильєри-Орієнталь, на Панамериканському шосе. Також має залізничну станцію.

### Клімат
Місто знаходиться у зоні, котра характеризується мусонним кліматом. Найтепліший місяць — серпень із середньою температурою 22.1 °C (71.8 °F). Найхолодніший місяць — листопад, із середньою температурою 21.4 °С (70.6 °F).
| Клімат Букараманги      | Клімат Букараманги | Клімат Букараманги | Клімат Букараманги | Клімат Букараманги | Клімат Букараманги | Клімат Букараманги | Клімат Букараманги | Клімат Букараманги | Клімат Букараманги | Клімат Букараманги | Клімат Букараманги | Клімат Букараманги | Клімат Букараманги |
| Показник                | Січ.               | Лют.               | Бер.               | Квіт.              | Трав.              | Черв.              | Лип.               | Серп.              | Вер.               | Жовт.              | Лист.              | Груд.              | Рік                |
| Середній максимум, °C   | 25,1               | 25,2               | 25,2               | 25,2               | 25,4               | 25,4               | 25,6               | 25,8               | 25,7               | 25,1               | 24,6               | 24,8               | 25,3               |
| Середня температура, °C | 21,8               | 21,9               | 22,1               | 22,1               | 22,1               | 22,1               | 22                 | 22,1               | 21,9               | 21,6               | 21,4               | 21,6               | 21,9               |
| Середній мінімум, °C    | 18,4               | 18,7               | 18,9               | 18,9               | 18,7               | 18,7               | 18,4               | 18,4               | 18,2               | 18,2               | 18,3               | 18,3               | 18,5               |
| Норма опадів, мм        | 58                 | 80                 | 121                | 136                | 112                | 82                 | 88                 | 84                 | 100                | 144                | 117                | 54                 | 1176               |
| Днів з опадами          | 8                  | 10                 | 14                 | 17                 | 18                 | 17                 | 18                 | 19                 | 18                 | 19                 | 14                 | 9                  | 181                |
| ----------------------- | ------------------ | ------------------ | ------------------ | ------------------ | ------------------ | ------------------ | ------------------ | ------------------ | ------------------ | ------------------ | ------------------ | ------------------ | ------------------ |
| Джерело: Weatherbase    |                    |                    |                    |                    |                    |                    |                    |                    |                    |                    |                    |                    |                    |

## Економіка
Центр сільськогосподарського району (вирощування кави, какао, тютюну, цукрової тростини, фруктів, бавовництво, тваринництво). У місті розвинуті тютюнова, текстильна, цементна, харчова (виробництво напоїв, шоколаду, борошномельна), швейна та хімічна промисловості, нафтохімія та металообробка.
Місто засноване 1623 року.
У місті знаходяться Промисловий університет Сантандера (1947) та Інститут шовківництва.

## Відомі уродженці
- Ектор Хіменес-Браво